# Critter Country
Critter Country est un « land » des parcs à thèmes de type royaumes enchantés de Disney. Il n'existe qu'à Disneyland et Tokyo Disneyland. C'est l'ancien village indien de Disneyland devenu Bear Country puis Critter Country.

## Disneyland
La zone située au nord de New Orleans Square le long des Rivers of America était à l'ouverture du parc un village indien nommé Indian Village. Il rendait hommage aux peuples Nord-Amérindiens.
Le 24 mars 1972, l'attraction Country Bear Jamboree venue du Magic Kingdom a ouvert dans la zone qui prit alors le nom de Bear Country. Le thème fut changé pour rendre hommage aux Montagnes Rocheuses. Les indiens déménagèrent eux plus au nord. La zone est alors devenue une « zone ombragée avec des maisons rustiques en bois ».
Le land a été renommé Critter Country le 23 novembre 1988, juste avant l'ouverture de Splash Mountain originellement prévue en janvier 1989 (repoussée en juillet).
En 2001, le spectacle Country Bear Jamboree fut fermé et remplacé en 2002 par Many Adventures of Winnie the Pooh.
À Disneyland, Critter Country comprend les attractions (en italique les attractions fermées):
- Country Bear Jamboree
- Davy Crockett Explorer Canoes
- Many Adventures of Winnie the Pooh
- Splash Mountain

## Tokyo Disneyland
Le land a été construit en 1992 pour l'ouverture de Splash Mountain. Il a repris l'attraction Davy Crockett Explorer Canoes renommée pour l'occasion Beaver Brothers Explorer Canoes.
À Tokyo Disneyland, Critter Country comprend les attractions 
- Beaver Brothers Explorer Canoes
- Splash Mountain